# 신지수 (1994년)
신지수(1994년 2월 28일~)는 대한민국의 배우이며 걸 그룹 타히티의 전 멤버이다. 2016년 1월 11일 스폰서 제안을 받았다고 밝혔으며 이틀 뒤인 1월 13일 해당 제안을 한 브로커를 고소하였는데, 이를 발단으로 동년 2월 13일 SBS 그것이 알고 싶다에서 연예인 스폰서 문제에 대하여 다루기도 하였다. 2017년 12월 타히티를 탈퇴하였다.

## 출연

### TV 드라마
- 2014년 - 신의 퀴즈 4 (OCN) - 은실 역

### 영화
- 2015년 - 말하지 못한 비밀 ... 미수 역
- 2016년 - 시간이탈자 ... 윤선경 역